# 幹細胞

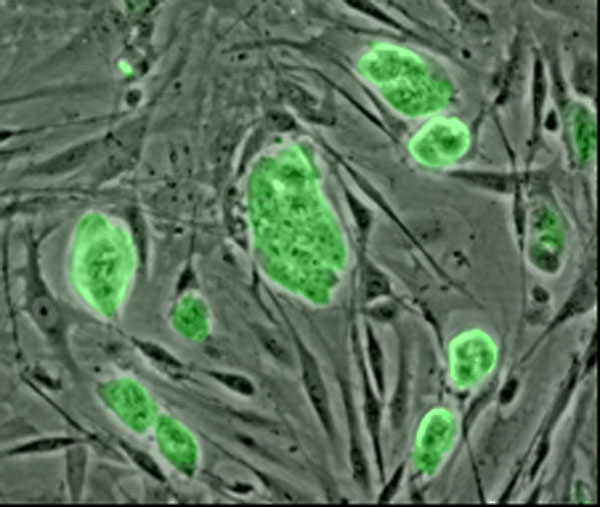
マウス胚性幹細胞：緑の部分が小型の胚性幹細胞細胞の塊であり、回りの細胞はフィーダー細胞

幹細胞（かんさいぼう、stem cell）は、分裂して自分と同じ細胞を作る(Self-renewal)能力（自己複製能）と、別の種類の細胞に分化する能力を持ち、際限なく増殖できる細胞と定義されている。発生における細胞系譜の幹 (stem) になることから名付けられた。幹細胞から生じた二つの娘細胞のうち、少なくとも一方が同じ幹細胞でありつづけることによって分化細胞を供給することができる。この点で分化した細胞と異なっており、発生の過程や組織・器官の維持において細胞を供給する役割を担っている。
幹細胞では分化を誘導する遺伝子の発現を抑制する機構が働いており、これは外部からのシグナルやクロマチンの構造変換などによって行われる。普通の体細胞はテロメラーゼを欠いているため細胞分裂の度にテロメアが短くなるが幹細胞ではテロメラーゼが発現しているため、テロメアの長さが維持される。これは分裂を繰り返す幹細胞に必要な機能である。幹細胞の性質が維持できなくなると新たな細胞が供給されなくなり、早老症や不妊などの原因となる。

## 幹細胞の分裂
幹細胞の分裂により生じた娘細胞のうち少なくとも一部が母細胞と同じ幹細胞に留まれることが幹細胞の特徴である。この時、分裂により生ずる細胞の片方が別種の細胞に分化する場合と、両方の細胞が幹細胞であるが環境に応じて一部が分化する場合がある。前者の方式では幹細胞数は増えることができないため、幹細胞の損傷を修復できない。一方、後者の方式では幹細胞数を調節が可能である。また、細胞集団全体の半数が幹細胞に留まれば幹細胞数は維持できるため、単一細胞の分裂については両方の娘細胞が分化することもある。

## 幹細胞の例
受精卵（全能性）からつくられる胚性幹細胞（ES細胞）は、胎盤などの胚体外組織を除くすべての種類の細胞に分化する事ができる多能性を有する。また生体内の各組織にも成体幹細胞（組織幹細胞、体性幹細胞）と呼ばれる種々の幹細胞があり、通常は分化することができる細胞の種類が限定されている。例えば骨髄中の造血幹細胞は血球のもととなり、神経幹細胞は神経細胞およびグリア細胞へと分化する。このほかにも肝臓をつくる肝幹細胞、皮膚組織になる皮膚幹細胞、また生殖細胞をつくり出す生殖幹細胞などさまざまな種類があり医療分野への応用を目指して再生医学で盛んに研究が行われている。再生医学への応用としては、従来から行われている造血幹細胞移植や、近年その実用化に注目が集まっている脂肪幹細胞移植などがある。表皮の幹細胞は毛包バルジbulge領域（脂腺のすぐ下）にあるが、外にもあると考えられている。

### 分化能力による分類
幹細胞は分化能力の違いによって、以下のような分類がなされている。

#### 分化全能性
分化全能性(Totipotency)とは、胎盤などの胚体外組織を含む、一個体を形成するすべての細胞種へと分化可能な能力を指す。受精卵（および4～8回の卵割まで）だけが持つ、細胞系列の頂点に立つ分化能力である。
- 受精卵

#### 多能性
多能性(Pluripotency)とは、個体は形成しないが、三胚葉（内胚葉、中胚葉、外胚葉）に属する細胞系列すべてへ分化し得る能力を指す。胚盤胞期の内部細胞塊や、そこから樹立されたES細胞などが持つ分化能力である。この能力を持つ幹細胞は万能細胞と呼称されることがある。
- 胚性幹細胞（ES細胞）
- 胚性腫瘍細胞（EC細胞）
- 胚性生殖幹細胞（EG細胞）
- 核移植ES細胞、体細胞由来ES細胞（ntES細胞）
- 人工多能性幹細胞、誘導万能細胞（iPS細胞）

#### 多分化能
多分化能(Multipotency)とは、分化可能な細胞系列が限定されているが、多様な細胞種へ分化可能な能力を指す。一般的に胚葉を超えた分化は行えないが、例外もある。体性幹細胞、組織幹細胞、成体幹細胞などが持つ分化能力。multipotencyは多能性と訳されることもあり、多能性(pluripotency)と区別するために分化複能性とする提案もある。
- 造血幹細胞
- 間葉系幹細胞
- 肝幹細胞
- 膵幹細胞
- 皮膚幹細胞

#### オリゴポテンシー
オリゴポテンシー(Oligopotentcy)とは、前駆細胞が数種の細胞種にのみ分化可能な能力を指す。
- 神経幹細胞[5]

#### 単分化能
単分化能または単能性(Unipotency)とは分化可能な細胞種が一種類に限定されている分化能力を指す。前駆細胞と呼ばれることもある。幹細胞として分裂増殖するか、分化して別の（幹細胞以外の）細胞種に変化することができる。
- 筋幹細胞
- 生殖幹細胞（卵祖細胞・精原細胞）

## 有効性
幹細胞を治療に利用するには、数週間の培養が必要となり、汚染を避けるには経験と技術が必要となる。多血小板血漿 (PRP) とは異なり、特定の成長因子とサイトカインが産生される。しかし併用は可能である。
2016年のレビューは、幹細胞を用いた化粧品はランダム化比較試験 (RCT) による証拠が欠けているとしている。
ほとんどの成長因子は2万ダルトンの分子量があり、分子量が500ダルトンを超える場合には塗布しても角質層を通過しないため、マイクロニードリングを使い浸透性が高められる。25人のRCTで、マイクロニードリングとヒト胚性幹細胞の培養液の併用はマイクロニードリングのみ（偽薬は生理食塩水）よりも、シワと色素沈着を有意に改善（10週間）し、培地には上皮成長因子 (EGF)、線維芽細胞成長因子-2 (FGF-2)、顆粒球マクロファージコロニー刺激因子 (GM-CSF)、インターロイキン-6などが含まれていた、同様に48人のRCTで、ヒト羊膜幹細胞の培養液を併用したほうが、シワと毛穴を改善した（2か月）。同様に10人での顔半面試験では、羊水由来間葉系幹細胞の美容液を併用した方が、ニキビによる瘢痕を改善した（1か月）。15人のRCTでフラクショナルRFとヒト幹細胞の培養液を併用した場合、RFのみより保湿性、色素のメラニン、赤み、特に肌荒れが改善された。

## 関連書
- アン・B. パーソン 渡会圭子、谷口英樹 訳 『幹細胞の謎を解く』 みすず書房 ISBN 4622071789
- 日本再生医療学会　山中伸弥、中内啓光編集　『幹細胞』 2012 朝倉書店　ISBN 978-4-254-36071-4